# Tutelina purpurina
Tutelina purpurina là một loài nhện trong họ Salticidae.
Loài này thuộc chi Tutelina. Tutelina purpurina được Cândido Firmino de Mello-Leitão miêu tả năm 1948.